# Williams College
Williams College est une prestigieuse université privée américaine située à Williamstown (Massachusetts), dans les Berkshires. Le campus principal comprend plus de 100 bâtiments académiques, athlétiques et résidentiels. Il y a 360 membres du corps professoral, avec un ratio étudiants/professeur de 6:1. En 2022, l'école compte 2 216 étudiants et affichait une dotation de 3,2 milliards USD.
En 2024, l'université a accepté 7.5% des élèves y postulant. 56 % des élèves admis étaient major de leur promotion de lycée.
En 2010, 2011 et 2014, Forbes Magazine classa Williams College comme la meilleure université pour les études supérieures aux États-Unis, devancant les universités de l'Ivy League (Harvard, Yale, Princeton, Columbia, l'université de Pennsylvanie, Brown, Cornell et Dartmouth) ainsi que sur les autres universités d'arts libéraux telles que Amherst et Swarthmore,. En 2023, Williams College occupe la 8e place de ce classement.
Suivant un programme d'études en arts libéraux, le Williams College propose un enseignement de premier cycle dans 25 départements académiques et programmes interdisciplinaires, incluant 36 majeurs dans les domaines des sciences humaines, des arts, des sciences sociales et des sciences naturelles. Williams offre un enseignement presque entièrement de premier cycle, bien qu'il y ait deux programmes de troisième cycle en économie du développement et en histoire de l'art. Le collège entretient des affiliations avec le Clark Art Institute et le Massachusetts Museum of Contemporary Art (MASS MoCA), et a une relation étroite avec l’université d’Oxford, au Royaume-Uni, que les étudiants de Williams peuvent intégrer en 3e année d’étude.
Le collège participe aux compétitions de la NCAA Division III dans le cadre de la New England Small College Athletic Conference sous le nom des Ephs. Williams College a remporté 22 des 24 dernières College Directors' Cups pour la NCAA Division III.
Parmi les anciens élèves éminents, on compte 9 lauréats du prix Pulitzer, 2 lauréats du prix Nobel, un médaillé Fields, un lauréat du prix Lasker, 16 milliardaires, 71 membres du Congrès des États-Unis, 22 gouverneurs des États-Unis, 4 secrétaires du Cabinet des États-Unis, un juge associé de la Cour Suprême, un président des États-Unis, 3 premiers ministres, des PDG et fondateurs de sociétés du Fortune 500, de multiples lauréats de la cérémonie des Oscars à Hollywood, et des prix Emmy, Tony et Grammy, ainsi que des athlètes professionnels. Parmi les autres anciens élèves notables, on compte 40 boursiers Rhodes, et 17 lauréats de la bourse Marshall.
En 2024, le coût d’une année d’étude (hors frais d’hébergement) à Williams est de 68,240 $.

## Histoire
Williams a été fondé en 1793 sur le domaine de Ephraim Williams au pied du Mont Greylock, à environ 233 km à l'ouest de Boston, et 266 km au nord de New York. Quand Henry David Thoreau aperçut le campus en 1844, il eut cette remarque notoire : « Cela ne serait pas un petit avantage si chaque université était ainsi située au pied d'une montagne ».
Le Colonel Ephraim Williams était un officier de la milice du Massachusetts et membre d'une famille propriétaire terrienne de premier plan. Williams fut tué à la bataille du lac George le 8 septembre 1755. Son testament incluait un legs pour soutenir et entretenir une école gratuite à établir dans la ville de West Hoosac, Massachusetts, à condition que la ville change son nom en Williamstown.
Les membres de la famille Williams ont d'abord tenté de fonder le Queens College à Hatfield, Massachusetts, en 1762, mais la charte fut révoquée dans l'année lorsque le gouverneur du Massachusetts, Francis Bernard, céda à la pression du Harvard College, qui s'opposait à la création d'une deuxième institution d'enseignement supérieur dans la Province coloniale de la baie du Massachusetts.
En 1765, le canton ouest fut incorporé en tant que Williamstown. Cinq ans plus tard, les propriétaires de la ville ont amené les exécuteurs testamentaires de Williams devant le tribunal général pour contester le retard dans l'établissement de l'école gratuite, et en 1795, la législature du Massachusetts a finalement accordé la charte de l'école.

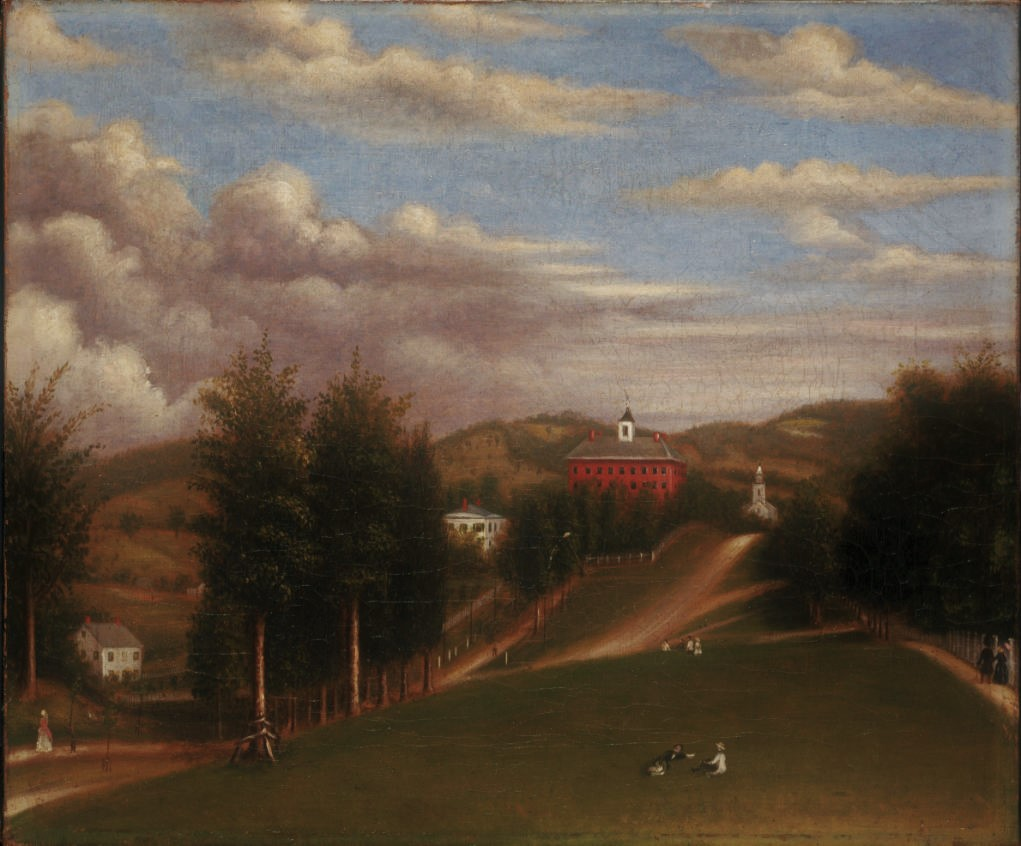
Représentation du West College, qui constituait l'ensemble du collège à ses débuts

L'école gratuite de Williamstown a ouvert ses portes avec 15 élèves le 26 octobre 1791. Le premier président était Ebenezer Fitch. Peu de temps après sa fondation, les administrateurs de l'école ont demandé à la législature du Massachusetts de convertir l'école gratuite en un collège payant. La législature a accepté et le 22 juin 1793, le Williams College fut fondé. C'était le deuxième collège fondé dans le Massachusetts.
À sa fondation, le collège maintenait une politique de ségrégation raciale, refusant l'admission aux candidats noirs. Cette politique fut contestée par Lucy Terry Prince, reconnue comme la première poétesse noire américaine, lorsque son fils Festus fut refusé en raison de sa race. Prince, qui s'était forgée une réputation de conteuse et de rhéteur, prononça un discours de trois heures devant le conseil d'administration du collège, citant abondamment les Écritures, mais ne put obtenir l'admission de son fils. Des recherches plus récentes ont cependant souligné qu'il n'existe aucune trace au sein du collège confirmant cet événement, et Festus Prince aurait pu être refusé en raison d'une maîtrise insuffisante du latin, du grec et du français, qui étaient nécessaires pour réussir l'examen d'entrée à l'époque, et qui n'auraient probablement pas été disponibles dans les écoles locales de Guilford, Vermont, où Festus a grandi.

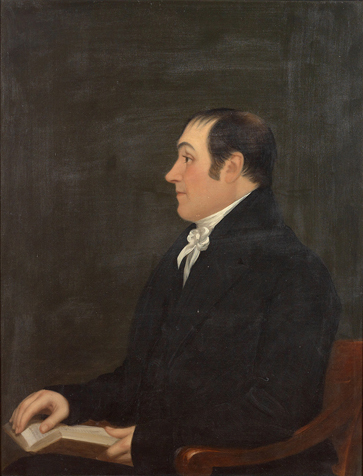
Zephaniah Swift Moore, le deuxième président du collège et premier président de l'Amherst College

En 1806, une réunion de prière étudiante donna naissance au Mouvement Missionnaire Étranger Américain. En août de cette année-là, cinq étudiants se sont réunis dans le bosquet d'érables de Sloan's Meadow pour prier. Un orage les poussa à se réfugier sous une meule de foin, et la ferveur de la réunion qui s'ensuivit les inspira à porter l'Évangile à l'étranger. Les étudiants ont ensuite créé l'American Board of Commissioners for Foreign Missions, la première organisation américaine à envoyer des missionnaires à l'étranger. Le monument Haystack près du parc Mission sur le campus de Williams commémore la célèbre "réunion de prière de la meule de foin".

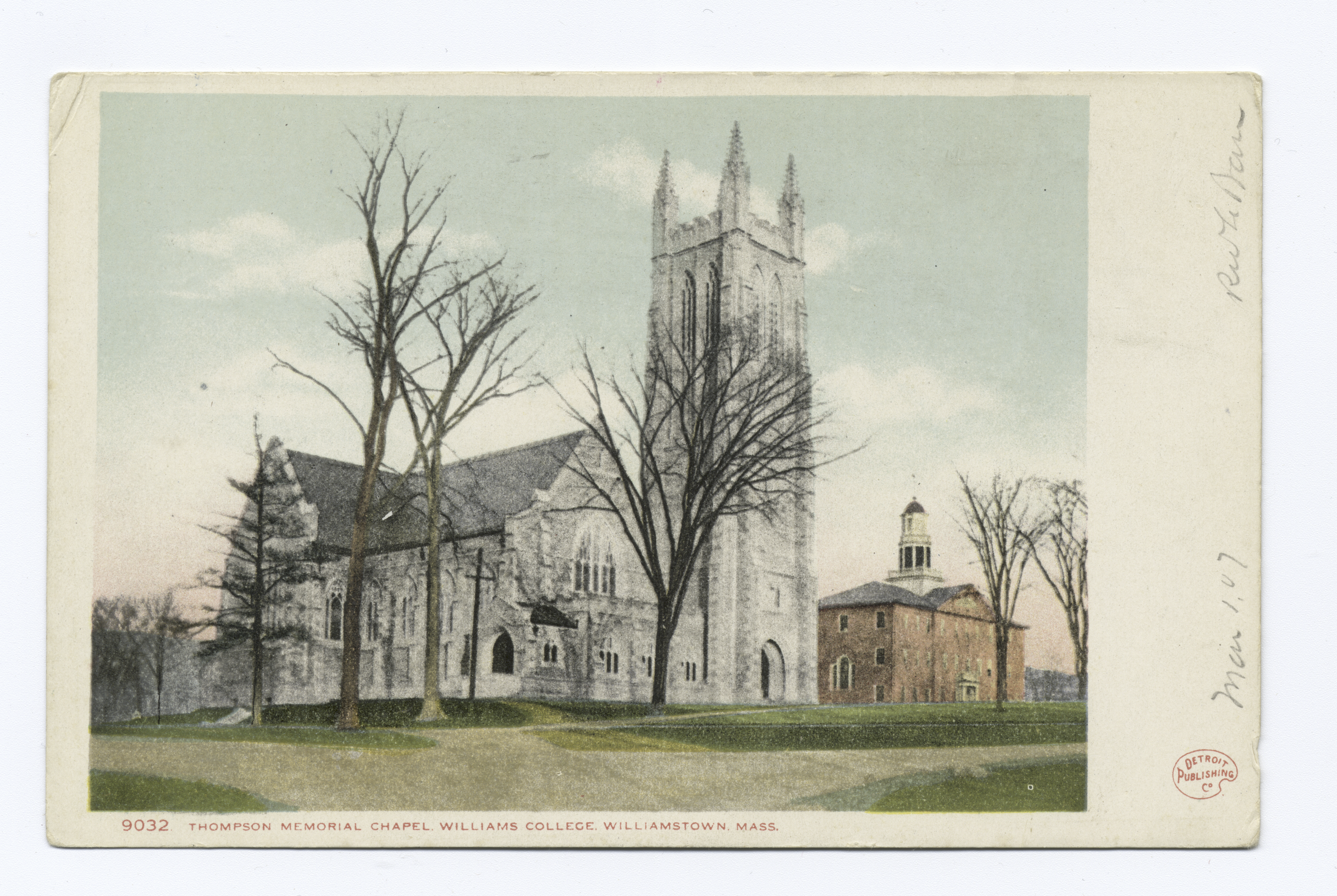
Thompson Memorial Church, début du XXe siècle

En 1815, Williams ne comptait que deux bâtiments et 58 étudiants et rencontrait des difficultés financières, si bien que le conseil d'administration a voté le déménagement du collège à Amherst, Massachusetts. En 1821, le président du collège, Zephaniah Swift Moore, qui avait accepté son poste en croyant que le collège se déplacerait vers l'est, décida de procéder au déménagement. Il prit 15 étudiants avec lui et refonda le collège sous le nom de Amherst College. Certains étudiants et professeurs décidèrent de rester à Williams et furent autorisés à conserver le terrain, qui était alors relativement sans valeur. Moore mourut deux ans après avoir fondé Amherst et fut remplacé par Heman Humphrey, un administrateur du Williams College.
Edward Dorr Griffin fut nommé président de Williams et est largement crédité pour avoir sauvé Williams pendant son mandat de 15 ans. Un étudiant de Williams, Gardner Cotrell Leonard, d'Albany, New York, dont la famille possédait le grand magasin Cotrell & Leonard de cette ville, a conçu les toges que lui et ses camarades portaient à la remise des diplômes en 1887. Sept ans plus tard, il conseilla la Commission inter-collégiale sur le costume académique, qui se réunit à l'Université de Columbia, et établit le système actuel de l'habit académique américain. L'une des raisons pour lesquelles les toges furent adoptées à la fin du 19e siècle était d'éliminer les différences vestimentaires entre les étudiants riches et pauvres. Gardner Cotrell Leonard a ensuite édité le livre The Songs of Williams, une collection de chansons chantées au collège. Pendant la Seconde Guerre mondiale, le Williams College fut l'une des 131 universités et collèges à participer au programme de formation collégiale de la Marine V-12, offrant aux étudiants une voie vers une commission de la Marine.
Initialement un collège pour hommes, Williams est devenu mixte en 1970. Les fraternités ont également été éliminées pendant cette période, à partir de 1962.
Il a été classé premier dans le classement des National Liberal Arts Colleges du U.S. News & World Report chaque année depuis 2004. En avril 2022, Williams est passé à un système entièrement basé sur des subventions pour l'aide financière, l'une des rares institutions d'enseignement supérieur aux États-Unis à le faire.

### Mixité
Bien que le Williams College ait officiellement entamé le processus de mixité à la fin des années 1960, les femmes ont intégré le collège dès les années 1930. Beatrice Irene Wasserscheid (née Acly) fut la première femme à obtenir un diplôme de Williams après avoir réussi à obtenir l'autorisation des administrateurs pour poursuivre une maîtrise en littérature américaine. Elle a reçu son diplôme de maîtrise en juin 1931. Durant cette même décennie, en 1935, Emily Cleland est devenue la première femme à enseigner à Williams lorsqu'elle a repris le cours de géologie de son défunt mari après qu'il soit décédé dans un accident. La première femme titulaire d'une chaire au collège, Doris DeKeyselingk, a dirigé le département de russe à partir de 1958.
Pendant son mandat en tant que président du Williams College, John E. Sawyer a officiellement initié le processus de mixité. Après avoir supervisé l'abolition des fraternités, Sawyer a créé un comité composé de membres du corps professoral et des administrateurs, le Comité sur l'Education Coordonnée et les Questions Connexes, en 1967 pour explorer les options de mixité et d'éducation coordonnée. En réponse au rapport final du Comité sur l'Education Coordonnée, les administrateurs ont voté en juin 1969 pour admettre régulièrement des étudiantes de premier cycle à partir de l'automne 1971. Le collège a accueilli 137 femmes en tant qu'étudiantes de première année à l'automne 1971. Elles ont été rejointes par 90 étudiantes transférées et en programme d'échange des collèges pour femmes qui, pendant leur troisième et quatrième années, ont participé au programme d'échange de dix collèges que Sawyer a aidé à établir au milieu à la fin des années 1960. La promotion de 1975 fut la première classe entièrement mixte à être diplômée de Williams.
L'admission des étudiantes de premier cycle a coïncidé avec la diversification du corps professoral et administratif. Un programme d’action positive, lancé en 1972 par le président John Chandler, a renforcé l'égalité des chances en matière d'emploi. En plus de faciliter l'embauche et la rétention du personnel et du corps professoral afro-américains, le programme a donné la priorité à l'embauche de femmes. Grâce aux efforts du doyen du corps professoral et du provost, en collaboration avec le "Committee W", un groupe dirigé par des femmes dédié à la réalisation de la mission du programme, le nombre de femmes dans le corps professoral a augmenté régulièrement. Depuis le début du programme d'action positive de Williams en 1972 jusqu'à sa révision en 1975, la proportion de femmes parmi le corps professoral à plein temps est passée de 4,5% à 11,7%. En 1975, 34% des professeurs assistants de premier mandat étaient des femmes.
Tout au long des années 1970, le Williams College a vu une augmentation du nombre de femmes occupant des postes administratifs et consultatifs élevés. En février 1970, le collège a engagé sa première doyenne, Nancy McIntire. En octobre 1971, à l'âge de 29 ans, Gail Walker Haslett a été élue administratrice au conseil d'administration du Williams College pour un mandat de trois ans. Elle fut la première femme à siéger au conseil. En 1976, Pamela G. Carlton '76 est devenue la première femme administratrice ancienne élève et Janet Brown '73, la première diplômée de Williams à siéger au comité exécutif de la Society of Alumni.
En 2021, 45,6% des professeurs à plein temps et 51,6% de la classe de premier cycle s'identifiaient comme femmes à Williams. En juillet 2018, Maud Mandel a commencé son mandat en tant que 18e et actuelle présidente du Williams College. Elle est la première femme à assumer ce rôle.

## Organisation des études
À Williams, il y a trois divisions académiques (le langage et les arts, les sciences sociales, et les sciences et les mathématiques), 25 départements academiques, 36 majeurs, et deux programmes pour des étudiants de troisième cycle dans l'histoire de l'art et l'économie. Il y a 360 membres de la faculté, avec un rapport professeur/étudiant de 1:6.
Les fraternités ont été interdites en 1962, et l'université est devenue mixte en 1970.
L'université sponsorise un programme d'échange avec le Collège d'Exeter de l'université d'Oxford, et plus récemment à Mystic Seaport, New York et en Afrique.
L'année scolaire suit un programme 4-1-4 : deux semestres avec quatre cours, et en outre pendant le mois de janvier un programme de « Winter Study ».
Williams a mis en place un système de tutoriels que l'université propose aux étudiants, copiés sur le modèle de ceux pratiqués à l'université d'Oxford.
La couleur de l'université est le violet, depuis un match de baseball entre Williams et Harvard en 1869. Les spectateurs avaient du mal à distinguer les joueurs, donc l'une des spectatrices, Lady Randolph Churchill, qui devint cinq ans plus tard la mère de Winston Churchill acheta des rubans au magasin le plus proche, or il n'en restait plus que des violets.

## Administration
Le Board of Trustees du Williams College compte 25 membres et constitue l'autorité dirigeante de l'université. Le président de l'université siège au conseil d'administration ex officio. Il y a cinq administrateurs anciens élèves, chacun d'eux servant pour un mandat de cinq ans. Il y a également cinq administrateurs temporaires, élus par le conseil pour des mandats de cinq ans. Les 14 membres restants sont des administrateurs réguliers, également élus par le conseil mais servant jusqu'à 15 ans, sans toutefois dépasser leur soixante-dixième anniversaire. L'actuelle présidente du conseil d'administration est Liz Robinson.
Le conseil nomme en tant que cadre supérieur de l'université un président qui est également membre et président du corps professoral. Neuf administrateurs principaux rendent compte au président, y compris le doyen du corps professoral, le provost et le doyen de l'université. Adam F. Falk est le 17e président de Williams et a pris ses fonctions le 1er avril 2010.
Le College Council (CC) est le gouvernement étudiant du Williams College. Ses membres sont élus pour représenter chaque année de classe, les dortoirs des premières années et l'ensemble des étudiants. Le CC alloue des fonds provenant des frais d'activités étudiantes, nomme des étudiants aux comités composés de membres du corps professoral, de l'administration et des étudiants qui supervisent la plupart des aspects de la vie universitaire, et débat des questions qui concernent toute la communauté du campus. Le College Council est le forum par lequel les étudiants abordent les préoccupations et apportent des changements sur le campus. Le CC est dirigé par deux co-présidents.
Pour gérer son fonds de dotation, l'université a créé le Williams College Investment Office en 2006. Le bureau d'investissement est situé à Boston, Massachusetts. Collette Chilton est la directrice des investissements. En 2020, le ratio de la dotation par étudiant a atteint 1,40 million de dollars non ajusté pour l'inflation, alors qu'en 1990, il était de 151 000 dollars. En tenant compte de l'inflation, le ratio de la dotation par étudiant avait tout de même augmenté pour atteindre presque 600 000 dollars.
En 2021, le ratio de la dotation par étudiant de Williams était l'un des neuf collèges ou universités à dépasser les 2 millions de dollars, aux côtés de Princeton, Yale, MIT, Stanford, Harvard, Amherst, Pomona et Swarthmore.

## Présidents

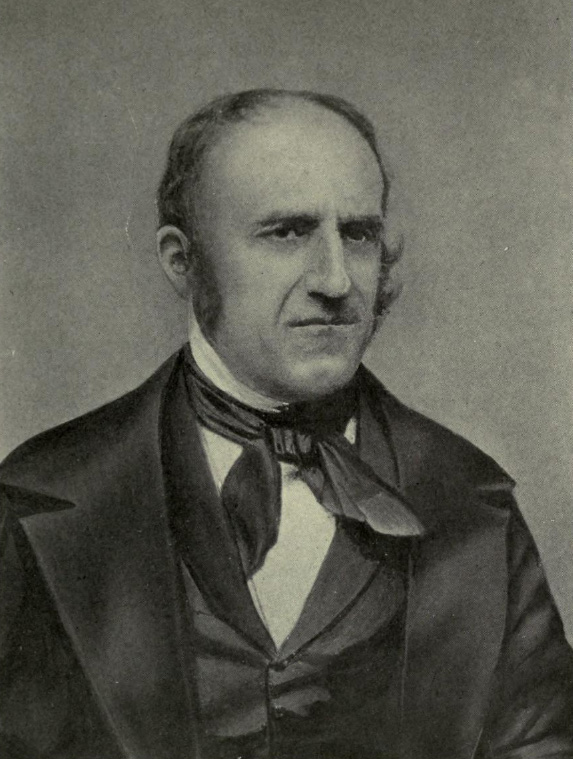
Mark Hopkins a été le quatrième président du Williams College et celui qui a servi le plus longtemps.

Le bureau du président est situé dans Hopkins Hall, nommé d'après Mark Hopkins, le quatrième président de Williams, et le président du collège réside dans la Samuel Sloan House, érigée en 1801. Avant de déménager dans la Samuel Sloan House, le président vivait initialement dans une maison voisine où se trouve maintenant Hopkins Hall. La maison a été rénovée plusieurs fois depuis sa construction d'origine, y compris plus de 500 000 $ de rénovations en 2000 et 2001. Depuis sa création en 1793, Williams College a eu 17 présidents à plein temps et deux présidents intérimaires. Le 18e président et président actuel est Maud Mandel, qui a commencé son mandat le 1er juillet 2018.

## Personnalités liées à l'université

### Professeurs
- Louise Glück, lauréate du prix Pulitzer de poésie en 1993 et du prix Nobel de littérature en 2020
- Nancy Davidson, artiste américaine et enseignante
- Olga Beaver, professeur de mathématiques
- Robert Huntley Bell, professeur de langue anglaise
- Colin Adams, professeur de mathématiques et théoricien des nœuds, récipiendaire en 2003 du Robert Foster Cherry Award for Great Teachers
- Andrea Barrett, auteur lauréate du National Book Award et boursière MacArthur
- Gene H. Bell-Villada, écrivain de fiction, critique de la littérature latino-américaine et historien de l'esthétique
- Edward Burger, professeur de mathématiques, lauréat en 2010 du prestigieux Robert Foster Cherry Award for Great Teaching
- James MacGregor Burns, professeur de sciences politiques, fondateur du domaine moderne des études sur le leadership
- Franklin Carter, professeur de langues germaniques et romanes
- Raymond Chang, chimiste de renom, auteur de manuels scolaires de chimie pour le lycée et l'université
- Rónadh Cox, le professeur Brust de géologie et de minéralogie
- Andrea Danyluk, professeur d'informatique
- Emile Despres, professeur d'économie, ancien conseiller pour les affaires économiques allemandes au Département d'État des États-Unis
- Satyan Devadoss, mathématicien primé et actuel titulaire de la chaire Fletcher Jones en mathématiques appliquées et professeur d'informatique à l'Université de San Diego
- Charles B. Dew, auteur et professeur d'histoire américaine Ephraim Williams
- S. Lane Faison, professeur d'histoire de l'art, l'un des historiens de l'art américains les plus célèbres, dont de nombreux anciens étudiants forment le "Williams Art Mafia"
- Steven Fein, professeur de psychologie, psychologue social de renom
- Stephen Fix, professeur d'anglais Keith Fowler, qui a fondé et dirigé des théâtres de répertoire professionnels en Virginie, et a ensuite été chef de la mise en scène à la Yale School of Drama et responsable de la mise en scène à l'Université de Californie, Irvine
- Robert Gaudino, ancien professeur de science politique
- Chris Gibson, ancien membre du Congrès des États-Unis (New York) et actuel président du Siena College
- Darra Goldstein, professeur de russe, rédactrice fondatrice de Gastronomica (2012 James Beard Best Publication) et auteur de livres de cuisine primés, dont The Georgian Feast (1994 IACP Julia Child Award) et Fire and Ice (2016 IACP Best International Cookbook nominee).
- Kermit Gordon du département d'économie, qui est devenu directeur du Bureau du Budget des États-Unis (aujourd'hui Office of Management and Budget) sous les administrations des présidents John F. Kennedy et Lyndon B. Johnson
- Neil R. Grabois, professeur de mathématiques, ancien président de l'université de Colgate
- Harlan Hanson, ancien professeur et directeur du programme Advanced Placement de 1965 à 1989
- Pamela E. Harris, professeure de mathématiques, spécialisée en algèbre combinatoire
- John Haskell Hewitt, professeur de langues classiques
- Alan Hirsch, professeur de sciences politiques
- Mark Hopkins, éducateur célèbre et théologien
- Jason Josephson Storm, professeur et président du département de religion
- Saul Kassin, professeur de psychologie
- Elizabeth Kolbert, rédactrice au New Yorker et lauréate du prix Pulitzer de non-fiction générale en 2015 pour son livre "The Sixth Extinction: An Unnatural History "
- Susan Loepp, mathématicienne primée
- John William Miller, professeur de philosophie
- Steven J. Miller, mathématicien et auteur de manuels scolaires
- Frank Morgan, Webster Atwell '21 Professeur de Mathématiques et ancien vice-président de l'American Mathematical Society
- Clara Claiborne Park, auteure qui a sensibilisé à l'autisme, et était, parmi ses collègues, peut-être la meilleure essayiste—critique littéraire—de son temps
- Paul Park, auteur de science-fiction
- Jay Pasachoff, astrophysicien, qui a utilisé des observations d'éclipses solaires pour étudier le soleil
- Peter Pedroni, professeur d'économie
- William Pierson Jr., peintre et historien de l'art
- Morton Schapiro, professeur d'économie et actuel président de l'Université Northwestern
- Frederick L. Schuman, professeur d'histoire
- Jim Shepard, romancier et écrivain
- Glenn Shuck, professeur assistant de religion
- Théodore Clarke Smith, professeur d'histoire américaine et réformateur éducatif
- John E. Stambaugh, professeur de lettres classiques
- Joanne Stubbe, professeure de chimie et lauréate de la Médaille Priestley en 2020
- Barbara Takenaga, artiste primée
- Mark Taylor, qui a étudié avec Jacques Derrida et a enseigné des cours de religion à Williams avant de déménager à l'Université de Columbia.
- Alan White (philosophe américain), professeur de philosophie
- William Wootters, physicien théoricien connu pour avoir prouvé le théorème de la non-clonabilité

### Alumni
La Society of Alumni of Williams College est la plus ancienne société d'anciens élèves existante de toute institution académique aux États-Unis. Elle a été fondée pendant la "crise d'Amherst" en 1821, lorsque le président du Williams College, Zephaniah Swift Moore, a quitté Williams. Les diplômés de Williams ont formé la Société pour s'assurer que Williams ne serait pas obligé de fermer, et ont récolté suffisamment d'argent pour assurer la survie future de l'école. Ce fonds formé par les anciens élèves a servi de premier fonds de dotation universitaire aux États-Unis, et par conséquent, Williams a maintenu un héritage de forte implication des anciens élèves.
Il y a 30 699 anciens élèves vivants recensés, et 69 associations régionales d'anciens élèves à l'échelle nationale et à l'étranger. La participation des anciens élèves au Fonds des anciens élèves 2018-2019 était de 54,1%. Plus de 61% des anciens élèves des promotions de 1980 à 2000 ont obtenu au moins un diplôme de troisième cycle ou professionnel. Les disciplines de troisième cycle les plus populaires pour les anciens élèves sont la gestion, l'éducation, le droit et les soins de santé.
Quelques étudiants notoires :
- James A. Garfield, 20e Président des États-Unis d’Amerique
- Elia Kazan, réalisateur, metteur en scène de théâtre et écrivain américain
- Lucy Jane Bledsoe, romancière à succès
- Goh Chok Tong, premier ministre de Singapour de 1990 à 2004, et président de la Banque centrale de Singapour et de l'Autorité monétaire de Singapour (Monetary Authority of Sinapore) (MAS).
- Richard Helms, ancien directeur de la CIA (Central Intelligence Agency)
- Mariama Cire Sylla, Ministre de l’Agriculture guinéen
- Lina Khan, dirigeante de la Federal Trade Commission (FTC)
- Ole Andreas Halvorsen (en), fondateur et chief investment officer de Viking Global Investors, milliardaire
- Claudia Rankine, dramaturge, essayiste et poète afro-américaine
- Sean Saifa Wall, conférencier, auteur, chercheur, et défenseur des droits des personnes intersexes
- Steve Case, milliardaire, fondateur et CEO de America Online (AOL)
- Ganson Purcell, président de la U.S. Securities and Exchange Commission (SEC)
- Herbert H. Lehman, 49th governor of New York and co-founder of Lehman Brothers
- Le Prince Hussain Aga Khan, fils de son altesse Karim al-Husayni, Aga Khan IV
- Edgar Miles Bronfman, officier de la Légion d’Honneur et PDG de Seagram
- Robert F. Engle, prix Nobel d’économie en 2003
- Thomas Krens, directeur des musées et de la Fondation Guggenheim